# برگفورسن
برگِفورسن (به سوئدی: Bergeforsen) یک منطقه مسکونی است که در بخش تیمرا شهرستان وسترنورلاند در کشور سوئد واقع شده است. جمعیت برگفورسن در پایان سال ۲۰۱۰ بالغ بر ۱٬۵۶۳ نفر بوده است.